# Fort Peck
Pour les articles homonymes, voir Peck.
Fort Peck est une municipalité américaine située dans le comté de Valley au Montana. Selon le recensement de 2010, sa population est de 233 habitants. La municipalité s'étend sur 0,86 milles carrés (2,23 km2).
Un poste de traite est ouvert en 1867, par un employé de la société Durfee and Peck, sur les rives du Missouri. La localité est déplacée de quelques kilomètres en 1934 lors de la construction du barrage de Fort Peck. Elle est alors habitée par les quelque 10 000 ouvriers du chantier.